# Ryan X-13A-RY Vertijet
Ryan X-13A-RY Vertijet — експериментальний реактивний літак вертикального зльоту та приземлення, створений у США в 1950-х. Розробник — компанія Ryan. Замовник — ВПС США. Побудовано два літаки.

## Конструкція літака
Ryan X-13A-RY Vertijet був виконаний за схемою «зліт з хвоста», тобто з вертикальним положенням фюзеляжу на злеті та посадці (в англомовній термінології — tailsitter), являв собою одномісний високоплан, виконаний за аеродинамічною схемою «безхвоста». Силова установка — турбореактивний двигун з вектором тяги, що відхиляється (поворотне сопло). Для управління в режимі висіння використовувався вектор тяги двигуна, що відхиляється (розвороти по рисканню і тангажу) і газоструменеві керма, розташовані на закінцівках крил — для розвороту по крену. У режимі горизонтального польоту управління здійснювалося звичайними аеродинамічними поверхнями. Для кращого огляду на злеті та посадці крісло льотчика могло відхилятися на поворотному шарнірі.
Шасі у літака було відсутнє. X-13 злітав з вертикальної платформи, оснащеної поперечним сталевим тросом: в носовій частині літака був встановлений гак, за який літак підвішувався на трос. Збільшивши потужність двигуна, льотчик підіймав літак з платформи, відходив від неї в режимі висіння і починав перехід у горизонтальний політ. Посадка здійснювалася в зворотному порядку, з повільним підходом до платформи у вертикальному положенні, тобто «стоячи на хвості», після зачеплення гаком тяга скидалася і літак знову підвішувався на трос. На злеті та посадці, через незадовільну оглядовість з кабіни, льотчику асистував оператор платформи, подаючи знаки при підході до троса і керуючи тросовою балкою. Злітно-посадковий платформа могла перевозитися вантажним автомобілем.

## Створення та випробування літака
Початок розробки — 1953, перший вертикальний зліт — 1956, 11 квітня 1957 — перший зліт і посадка з використанням платформи. Льотчики-випробувачі: Peter F. «Pete» Girard і W. L. «Lou» Everett.
28—29 липня 1957 літак демонструвався у Вашингтоні, де, перелетівши річку Потомак, приземлився біля будівлі Пентагону.
У 1957 замовник припинив фінансування програми розробки і випробувань літака, і вона була закрита.
Обидва побудованих літаки знаходяться в музеях США.

## Льотно-технічні характеристики
- Екіпаж: 1
- Довжина: 7,14 м
- Розмах крил: 6,40 м
- Висота: 4,62 м
- Вага порожнього: 2424 кг
- Максимальна злітна вага: 3272 кг
- Силова установка: 1 × ТРД Rolls-Royce Avon, тяга 44,6 кН
- Максимальна швидкість: 560 км/год
- Дальність: 307 км
- Практична стеля: 6100 м
- Тягооснащеність: 1,48